# Сілей

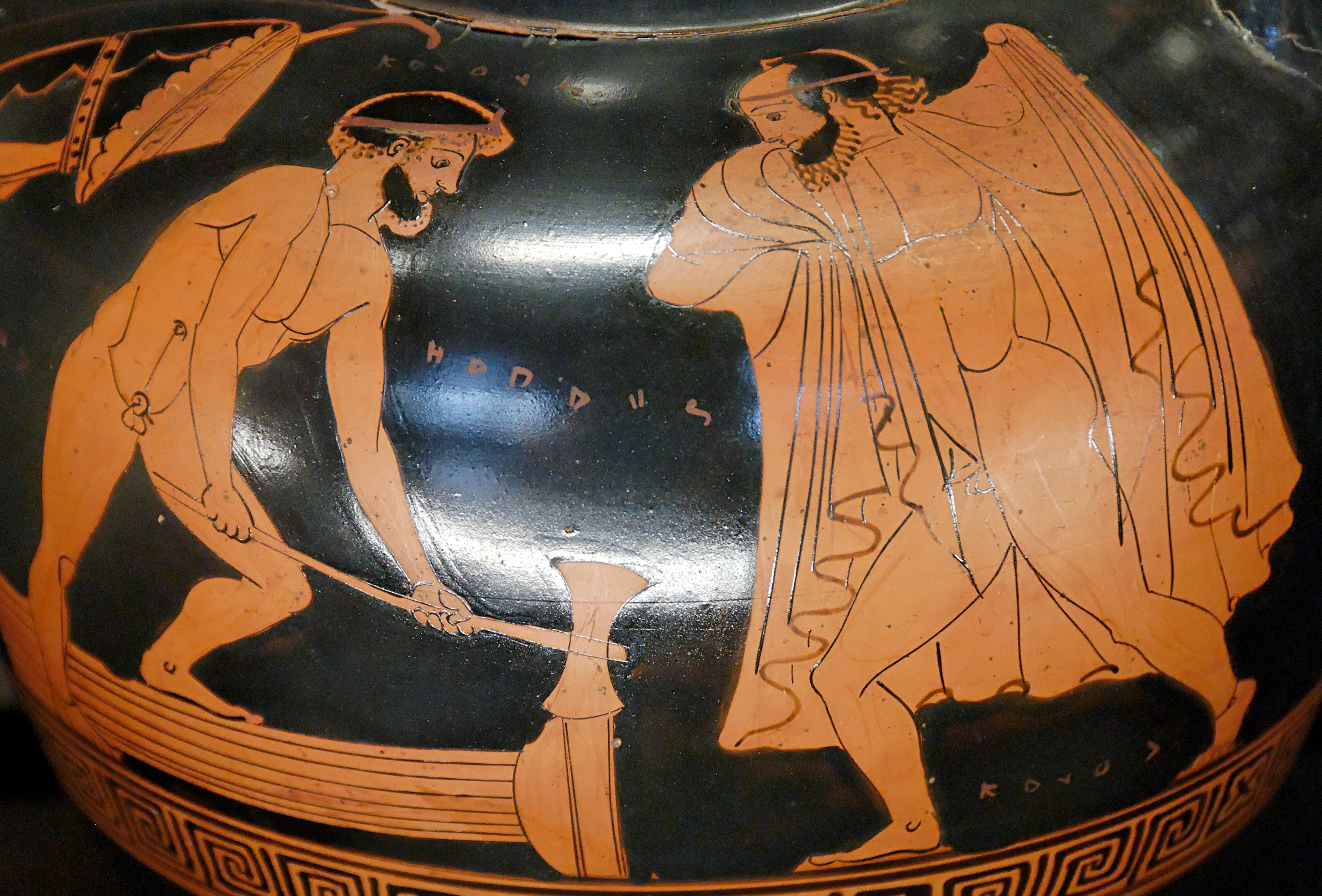
Геракл і Сілей на червонофігурній амфорі (480—470 до н. е.)

Сіле́й (дав.-гр. Συλεύς) у грецькій міфології був людиною Ауліса з Лідії. Геракл вбив Сілея за його нечесні вчинки. Сілей був батьком Ксенодіки та братом Дікея.

## Міфологія
У більшості версій Сілей володів виноградником і змушував усіх перехожих його обкопувати, він також намагався примусити до цього і Геракла. Геракл убив Сілея його власною мотикою та спалив його виноградник до кореня. Він також убив дочку Сілея Ксенодіку.
За словами Конона, у Сілея був брат Дікей; їхнім батьком був Посейдон. На відміну від Сілея, Дікей вважався справедливою людиною, що було засвідчено в буквальному значенні його імені. Після того, як Геракл покінчив із Сілеєм, Дікей прийняв його за гостя. Геракл закохався в дочку Сілея, яку виховував її дядько, і одружився з нею. Однак незабаром він залишив її, а його новоспечена дружина так сумувала за ним, що померла від горя. Після повернення Геракл дізнався про її смерть і збирався кинутися в її похоронне вогнище, але присутні на церемонії похорону зуміли відмовити його від цього. Поруч із її могилою був споруджений храм Геракла.
Сілей — персонаж однойменної п'єси Еврипіда.